# James Craig (attore)
James Craig, pseudonimo di James Henry Meador (Nashville, 4 febbraio 1912 – Santa Ana, 28 giugno 1985), è stato un attore statunitense.

## Biografia
Nativo di Nashville, James Craig si diplomò alla William Marsh Rice University di Houston (Texas) e debuttò sugli schermi cinematografici nel 1937 con brevi ruoli di contorno, spesso non accreditati nei titoli.
Specializzatosi in B movie di genere western e in commedie brillanti, come il cortometraggio Oily to Bed, Oily to Rise (1939), ripreso dallo spettacolo di vaudeville con farse brevi del gruppo comico I tre marmittoni (The Three Stooges), Craig lavorò intensamente per perseguire il salto di qualità professionale. L'occasione si presentò con il film L'oro del demonio (1941) di William Dieterle, in cui interpretò Jabez Stone, un contadino del New Hampshire che è costretto a vendere l'anima al diavolo per far fronte a pressanti difficoltà finanziarie. La fantasiosa vicenda prevede che Stone intenti una causa per evitare la riscossione della propria anima da parte del diavolo, e che nel processo egli venga difeso con successo da un famoso oratore del Senato americano, Daniel Webster (interpretato da Edward Arnold).
Craig comparve inoltre accanto a Ginger Rogers nella commedia Kitty Foyle, ragazza innamorata (1940), nei panni di uno stimato medico che sposa una ragazza di umili origini, quindi fu protagonista al fianco di Lucille Ball del western La valle degli uomini rossi (1942), e lavorò con la giovane Margaret O'Brien nel drammatico L'angelo perduto (1943), storia di una trovatella che viene affidata a un istituto scientifico e la cui precoce e straordinaria cultura viene fatta oggetto di studi sperimentali sull'educazione impartita ai bambini.
L'anno successivo Craig partecipò allo stravagante Kismet (1944), avventura in stile Mille e una notte con Marlene Dietrich e Ronald Colman, interpretando il ruolo di un califfo. Riconfermò inoltre il suo talento per la commedia in Crepi l'astrologo (1944), una satira leggera sulla passione popolare per l'astrologia, esplosa sin dagli anni trenta non solo in America. Interpretò il ruolo di Lloyd X. Hunter, l'affascinante corteggiatore di una donna (Hedy Lamarr), trascurata dal marito astronomo (William Powell) alla quale una chiromante ha predetto l'incontro con l'uomo del destino. Ne La giocatrice (1945), con l'allora emergente Ava Gardner, interpretò invece un allevatore che frequenta l'ambiente ippico e incontra una dottoressa (Frances Gifford) che sta tentando – insieme con tre scienziati – di applicare un metodo scientifico che consenta di vincere alle corse dei cavalli.
Attivo nel genere poliziesco, come nei film La donna del gangster (1951), Prendeteli vivi o morti (1953) e Quando la città dorme (1956), quest'ultimo diretto da Fritz Lang, e nel western, da L'amazzone domata (1948) a La pattuglia delle giubbe rosse (1953), verso la metà degli anni cinquanta Craig passò progressivamente alla televisione, con apparizioni nelle serie Studio 57 (1954-1955), Scienza e fantasia (1955) e The Millionaire (1956).
Durante gli anni sessanta Craig apparve sul grande schermo prevalentemente in pellicole western come Agguato nel sole (1967), I disertori di Fort Utah (1967) e Colpi di dadi, colpi di pistola (1968), e nel film bellico La brigata del diavolo (1968). Tra le sue apparizioni televisive durante il decennio, da ricordare le serie Daniel Boone (1967), Custer (1967) e Il virginiano (1968). Dopo il ritiro definitivo dalle scene, avvenuto nel 1972, l'attore esercitò con profitto l'attività di agente immobiliare.

## Vita privata
Craig si sposò tre volte. Dopo il primo matrimonio con Jane Valentine, l'attore fu sposato dal 1959 al 1962 con Jil Jarmyn, e dal 1969 al 1980 con Sumie Craig.
Morì a Santa Ana (California) il 28 giugno 1985, all'età di settantatré anni, per un cancro ai polmoni.

## Filmografia

### Cinema
- Sophie Lang Goes West, regia di Charles Reisner (1937)
- This Way Please, regia di Robert Florey (1937)
- Tunder Trail, regia di Charles Barton (1937)
- Il sentiero della vendetta (Born to the West), regia di Charles Barton (1937)
- I filibustieri (The Buccaneer), regia di Cecil B. DeMille (1938)
- The Big Broadcast of 1938, regia di Mitchell Leisen (1938)
- Ritmi a scuola (College Swing), regia di Raoul Walsh (1938)
- L'eroe del West (Pride of the West), regia di Lesley Selander (1938)
- A nord di Shanghai (North of Shanghai), regia di D. Ross Lederman (1939)
- La preda (The Lone Wolf Spy Hunt), regia di Peter Godfrey (1939)
- Flying G-Men, regia di James W. Horne e Ray Taylor (1939)
- Blondie Meets the Boss, regia di Frank R. Strayer (1939)
- Romance of the Redwoods, regia di Charles Vidor (1939)
- Vicolo cieco (Blind Alley), regia di Charles Vidor (1939)
- Fuori da quelle mura (Outside These Walls), regia di Ray McCarey (1939)
- Ragazze sperdute (Missing Daughters), regia di Charles C. Coleman (1939)
- La peste del West (Pest from the West), regia di Del Lord (1939) - cortometraggio
- Una ragazza allarmante (Good Girls Go to Paris), regia di Alexander Hall (1939)
- Overland with Kit Carson, regia di Norman Deming e Sam Nelson (1939)
- Behind Prison Gates, regia di Charles Barton (1939)
- Trouble Finds Andy Clyde, regia di Jules White (1939) - cortometraggio
- L'uomo che non poteva essere impiccato (The Man They Could Not Hang), regia di Nick Grinde (1939)
- Konga, the White Stallion, regia di Sam Nelson (1939)
- Skinny the Moocher, regia di Del Lord (1939) - cortometraggio
- Static in the Attic, regia di Charley Chase (1939) - cortometraggio
- A Woman Is the Judge, regia di Nick Grinde (1939)
- Oily to Bed, Oily to Rise, regia di Jules White (1939) - cortometraggio
- Taming of the West, regia di Norman Deming (1939)
- Scandal Sheet, regia di Nick Grinde (1939)
- Two-Fisted Rangers, regia di Joseph H. Lewis (1939)
- Café Hostess, regia di Sidney Salkow (1940)
- Black Friday, regia di Arthur Lubin (1940)
- L'isola degli uomini perduti (The House Across the Bay), regia di Archie Mayo (1940)
- Zanzibar, regia di Harold D. Schuster (1940)
- Enemy Agent, regia di Lew Landers (1940)
- Winners of the West, regia di Ray Taylor (1940)
- South to Karanga, regia di Harold D. Schuster (1940)
- La taverna dei sette peccati (Seven Sinners), regia di Tay Garnett (1940)
- I'm Nobody's Sweetheart Now, regia di Arthur Lubin (1940)
- Law and Order, regia di Ray Taylor (1940)
- Kitty Foyle, ragazza innamorata (Kitty Foyle), regia di Sam Wood (1940)
- Unexpected Uncle, regia di Peter Godfrey (1941)
- L'oro del demonio (All That Money Can Buy), regia di William Dieterle (1941)
- La valle degli uomini rossi (Valley of the Sun), regia di George Marshall (1942)
- Amichevole rivalità (Friendly Enemies), regia di Allan Dwan (1942)
- The Omaha Trail, regia di Edward Buzzell (1942)
- Northwest Rangers, regia di Joseph M. Newman (1942)
- Seven Miles from Alcatraz, regia di Edward Dmytryk (1942)
- Freedom Comes High, regia di Lewis Allen (1942) - cortometraggio
- La commedia umana (The Human Comedy), regia di Clarence Brown (1943)
- Swing Shift Maisie, regia di Norman Z. McLeod (1943)
- L'angelo perduto (Lost Angel), regia di Roy Rowland (1943)
- Crepi l'astrologo (The Heavenly Body), regia di Alexander Hall (1944)
- Kismet, regia di William Dieterle (1944)
- Il matrimonio è un affare privato (Marriage Is a Private Affair), regia di Robert Z. Leonard (1944)
- Gentle Annie, regia di Andrew Marton (1944)
- Dangerous Partners, regia di Edward L. Cahn (1945)
- Il sole spunta domani (Our Vines Have Tender Grapes), regia di Roy Rowland (1945)
- La giocatrice (She Went to the Races), regia di Willis Goldbeck (1945)
- The Scarlet Horseman, regia di Lewis D. Collins e Ray Taylor (1946) (non accreditato)
- Minorenni pericolosi (Boys' Ranch), regia di Roy Rowland (1946)
- La mamma non torna più (Little Mister Jim), regia di Fred Zinnemann (1947)
- Torbidi amori (Dark Delusion), regia di Willis Goldbeck (1947)
- Man from Texas, regia di Leigh Jason (1948)
- L'amazzone domata (Northwest Stampede), regia di Albert S. Rogell (1948)
- La via della morte (Side Street), regia di Anthony Mann (1950)
- L'amante (Lady Without Passport), regia di Joseph H. Lewis (1950)
- La donna del gangster (The Strip), regia di László Kardos (1951)
- A sud rullano i tamburi (Drums in the Deep South), regia di William Cameron Menzies (1951)
- I pirati della Croce del Sud (Hurricane Smith), regia di Jerry Hopper (1952)
- La pattuglia delle giubbe rosse (Fort Vengeance), regia di Lesley Selander (1953)
- Prendeteli vivi o morti (Code Two), regia di Fred M. Wilcox (1953)
- Lo straniero di Stone City (Last of the Desperados), regia di Sam Newfield (1955)
- Quando la città dorme (While the City Sleeps), regia di Fritz Lang (1956)
- La valle degli uomini perduti (Massacre), regia di Louis King (1956)
- Le donne degli ammutinati del Bounty (The Women of Pitcairn Island), regia di Jean Yarbrough (1956)
- Il cerchio della vendetta (Shoot-Out at Medecine Bend), regia di Richard L. Bare (1957)
- The Persuader, regia di Dick Ross (1957)
- The Cyclops, regia di Bert I. Gordon (1957)
- Venere indiana (Naked in the Sun), regia di R. John Hugh (1957)
- Ghost Diver, regia di Richard Einfeld (1957)
- Fuoco incrociato (Man or Gun), regia di Albert C. Gannaway (1958)
- 4 pistole veloci (Four Fast Guns), regia di William J. Hole Jr. (1960)
- Agguato nel sole (Hostile Guns), regia di R.G. Springsteen (1967)
- I disertori di Fort Utah (Fort Utah), regia di Lesley Selander (1967)
- Colpi di dadi, colpi di pistola (Arizona Bushwhackers), regia di Lesley Selander (1968)
- La brigata del diavolo (The Devil's Brigade), regia di Andrew V. McLaglen (1968)
- Il cocktail del diavolo (If He Hollers, Let Him Go!), regia di Charles Martin (1968)
- Body of the Prey, regia di Kenneth G. Crane (1970)
- Bigfoot, regia di Robert F. Slatzer (1970)
- The Tormentors, regia di David L. Hewitt (1971)
- Doomsday Machine, regia di Harry Hope e Lee Sholem (1972)

### Televisione
- Gruen Guild Playhouse – serie TV, 1 episodio (1953)
- Chevron Theatre – serie TV, 1 episodio (1953)
- The Ford Television Theatre – serie TV, 1 episodio (1954)
- Studio 57 – serie TV, 2 episodi (1954-1955)
- Scienza e fantasia (Science Fiction Theatre) – serie TV, episodio 1x21 (1955)
- The Millionaire – serie TV, 1 episodio (1956)
- Broken Arrow – serie TV, 1 episodio (1957)
- Have Gun - Will Travel – serie TV, episodio 1x26 (1958)
- Death Valley Days – serie TV, 1 episodio (1960)
- Tales of Wells Fargo – serie TV, 1 episodio (1962)
- Daniel Boone – serie TV, 1 episodio (1967)
- Custer – serie TV, 1 episodio (1967)
- Il virginiano (The Virginian) – serie TV, episodio 7x10 (1968)
- The ABC Afternoon Playbreak – serie TV, episodio 1x01 (1972)

## Doppiatori italiani
- Gualtiero De Angelis in Quando la città dorme
- Mario Pisu in Il cerchio della vendetta
- Manlio Busoni in La brigata del diavolo